# Деніел Джозеф Левітін
Деніел Джозеф Левітін (англ. Daniel Joseph Levitin, нар. 27 грудня 1957) — американо-канадський когнітивний психолог, нейробіолог, письменник, музикант і продюсер. Є почесним професором Університету Макгілла в Монреалі (Квебек, Канада); засновником та деканом факультету гуманітарних наук школи Мінерви; заслуженим науковим співробітником факультету бізнесу Каліфорнійського університету в Берклі. Чудовий оратор, його виступ на TED набрав більше 16 мільйонів переглядів. Левітін окрім цього є членом Американської асоціації сприяння розвитку науки, Асоціації психологічних наук та Королівського товариства Канади (FRSC).
Деніел являється автором чотирьох книг-бестселерів № 1 в США, зокрема видання «Структуроване мислення. Ясний розум в інформаційному хаосі», перекладеного українською мовою та опублікованого видавництвом «Наш Формат» у 2019 році.

## Біографія та освіта
Деніел Левітін народився в Сан-Франциско, є сином професора, бізнесмена Ллойда та письменниці Соні Левітін. Виріс в Дейлі-Сіті, Мораг і Палос-Вердес, штат Каліфорнія. Закінчив середню школу в Палос-Вердесі. Вступив до Массачусетського технологічного інституту, де вивчав прикладну математику. Пізніше — до музичного коледжу Берклі, щоправда потім кинув його та приєднався до однієї з музичних груп.
У 30 років зайнявся вивченням когнітивної психології, спочатку в Стенфордському університеті (де він отримав ступінь бакалавра в 1992 році), потім в університеті штату Орегон (де здобув ступінь магістра в 1993 році та ступінь доктора філософії в 1996 році). Ступінь доктора наук Левітіну було присвоєно в дослідницькому центрі Інтервал в Силіконовій долині Пола Аллена, а також в Медичній школі Стенфордського університету і в Каліфорнійському університеті в Берклі. Його наставниками були Роджер Шепард, Майкл Познер, Дуглас Хінцман, Джон Р. Пірс та Стівен Палмер.
Саме Левітіну приписують фундаментальні зміни сприйняття слухової пам'яті, так званий «ефект Левітіна». Він також відомий тим, що виявив немалу роль в прослуховуванні музики мозочка, зокрема у відстеженні ритму, розрізненні знайомої та незнайомої музики.
Паралельно працюючи коміком та займаючись сатиричним письменництвом, Деніел здобуває різноманітні нагороди на гумористичних заходах.
Як музичний продюсер, Левітін співпрацював з Крісом Ісааком, Джоні Мітчеллом, Джо Сатріані та ін. Був продюсером панк-груп («MDC», «The Afflicted»), виступав критиком альбомів таких відомих виконавців як Стіл Ден, Стіві Вандер, Майкл Брук. До речі, записи та компакт-диски, у які Деніел зробив свій внесок, були продані тиражем понад 30 мільйонів примірників.

## Кар'єра письменника
Левітін починав з написання статей для журналів музичної індустрії «Billboard», «Grammy», «EQ», «Mix», «Music Connection» та «Electronic Musician» ще в 1988 році. Також писав статті, огляди та нариси для «The New York Times», «The Wall Street Journal», «The Washington Post», «The Atlantic».
Деніел Левітін є автором низки популярних видань:
- 1997 — «The Billboard Encyclopedia of Record Producers»;
- 2002 — «Foundations of Cognitive Psychology: Core Readings»;
- 2006 — «This Is Your Brain On Music: The Science of a Human Obsession»;
- 2008 — «The World in Six Songs: How the Musical Brain Created Human Nature»;
- 2014 — «The Organized Mind: Thinking Straight in the Age of Information Overload» (укр. «Структуроване мислення. Ясний розум в інформаційному хаосі»)

За заслуги в галузі літератури, Деніел Левітін отримав ряд престижних нагород, зокрема «Книжкову премію Лос-Анджелес Таймс» за видатні досягнення в області науки і технологій, нагороду «Quill Award» за кращу дебютну книгу (2006), а також відзнаки «The Independent», «The Guardian», «Axiom Business Book Award» та ін. Був номінований на премію Доннера.[джерело?]

## Переклад українською
- Деніел Левітін. Структуроване мислення. Ясний розум в інформаційному хаосі / пер. Роман Шиян. — К.: Наш Формат, 2019. — ISBN 978-617-7388-74-5.